# Phalaenopsis mysorensis
Phalaenopsis mysorensis — эпифитное трявянистое растение семейства Орхидные, или Ятрышниковые (Orchidaceae).
Вид не имеет устоявшегося русского названия, в русскоязычных источниках используется научное название Phalaenopsis mysorensis.

## Синонимы
- Kingidium mysorensis (C. J. Saldanha) C. S. Kumar
- Kingidium nievium C. S. Kumar

## История описания
Описан в 1974 году индийским ботаником Салданя по двум найденным и загербаризированным экземплярам. Назван по аналогии с названием индийского округа Майсур в штате Карнатака, где были найдены первые растения. Наличие синонимов является следствием споров систематиков относительно родовой принадлежности вида.

## Биологическое описание
Миниатюрный моноподиальный эпифит. Корни длинные, разветвляющиеся, хорошо развитые. Стебель укороченный, скрыт основаниями 2-3 листьев. Листья продолговато-овальные, длиной до 10-14 см, шириной — до 3-4 см Цветонос прямостоящий, цилиндрический, короткий, 7-10 см длиной, несёт 2-8 цветков. Цветки белые, примерно 1,5 см в диаметре. Цветёт зимой.

## Ареал, экологические особенности
Индия (штат Майсур), по другим источникам так же встречается в штате Карнатака и на Шри-Ланке (Монарагала). Горный лес на высоте 900 метров над уровнем моря. Зимой — сухой сезон. Крайне редок. Относится к числу охраняемых видов (второе приложение CITES).

## В культуре
В культуре отсутствует. Исходя из климатических характеристик мест произрастания, относится к теплой температурной группе.